# Herschdorf
Herschdorf est une ancienne commune allemande du land de Thuringe, dans l'arrondissement d'Ilm, au centre de l'Allemagne.

## Personnalités liées à la commune
- Ehrhart Neubert (1940-2024), théologien protestant et opposant est-allemand est né dans la commune.